# Iroise
Koordinaten: 48° 15′ 31″ N, 5° 3′ 13″ W

Lage der Iroise im Westen des Départements Finistère

Die Iroise [iˈʀwaz], auch Iroise-See (frz.: Mer d’Iroise) oder heute selten noch Iroise-Passage oder Iroise-Durchfahrt (frz.: Passage de l’Iroise), ist ein französisches Seegebiet vor der Atlantikküste der Bretagne um Brest. Es erstreckt sich von der Sein-Insel im Süden bis zur Insel Ouessant im Norden, wo es an den Ausgang des Ärmelkanals grenzt. Die Iroise ist Teil der Keltischen See.
Nach dem Gebiet wurde 1992 ein Zusammenschluss von 20 bretonischen Gemeinden zum Gemeindeverband (Communauté de communes du Pays d’Iroise) benannt.

## Herkunft des Namens
Der Ursprung des Namens der Iroise ist unbekannt, aber noch relativ jung. Auf einer Karte vom Ärmelkanal von 1692, die laut Aufschrift für die französische Marine gezeichnet wurde, wurde die Gegend zwischen der Chaussée de Sein im Westen der Sein-Insel und den Pierres Noirs (frz.: Schwarze Steine; Untiefe im Süden der Inseln um die Molène-Insel, vor der Landspitze Pointe Saint-Mathieu) als Passage de l’Iroise bezeichnet. 1705 wurde auf einer Seekarte des Generalgouvernements der Bretagne eine passage de Lyroise (auf frz. gleichklingend mit passage de l’iroise) genannt; 1770 bezeichnet eine Karte der bretonischen Küsten wiederum eine passage de l’Iroise. Das Auftauchen des Namens fällt damit in die Zeit, in der königliches Militär in Brest stationiert wurde: 1631 machte Kardinal Richelieu Brest zum Militärhafen, der 1683 von Vauban zur Festung ausgebaut wurde. Die zeitliche Übereinstimmung legt eine militärische Namensgebung nahe.
Auch in den folgenden Jahren wurde die Iroise meist als passage (Passage, Durchfahrt) oder ohne Zusatz schlicht als Iroise bezeichnet. Das Wort breitete sich auch über das Französische hinaus aus, beispielsweise wird für das Seegebiet 1841 auch in der englischen Sprache der Ausdruck Passage d'Iroise benutzt. Der Name mer d’Iroise tauchte erst spät und vor allem in wissenschaftlichen Veröffentlichungen sowie in den 1970er Jahren bei der Erkundung von Erdöllagerstätten auf; heute wird er allerdings auch in der Alltagssprache benutzt.
Zur ursprünglichen Bedeutung des Namens Iroise gibt es drei Theorien: Jourdan de la Passardière erklärte das Wort 1878 als weibliche Form von irois (frz.: irisch); die Theorie legt allerdings nahe, dass die Passage zwischen Ouessant und Sein von irischen Seeleuten genutzt worden wäre, die im Entstehungszeitraum des Namens aber keine besondere Bedeutung spielten. Der Wissenschaftler Bernard Tanguy (Centre national de la recherche scientifique, Centre de Recherche Bretonne et Celtique an der Universität Brest) schlug 1999 eine Herleitung aus bretonisch hir (lang) und gwaz (Bach) über hirwaz –  im Sinne einer Passage oder natürlichen Wasserstraße – vor. Allerdings wird der bretonische Begriff selbst von bretonischen Sprechern für die Iroise nur sehr selten genutzt, und die ursprüngliche Verbreitung des Wortes Iroise scheint sich auf das Festland um und vor allem in Brest zu konzentrieren. Eine dritte Erklärung schließlich führt Iroise auf das altfranzösische Wort ire (Wut) zurück, woraus sich für Iroise „die Wütende“ ergäbe; diese Theorie ist im Gebiet um die Iroise sehr verbreitet, hat aber unter Linguisten nur wenige Anhänger.

## Navigation in der Iroise

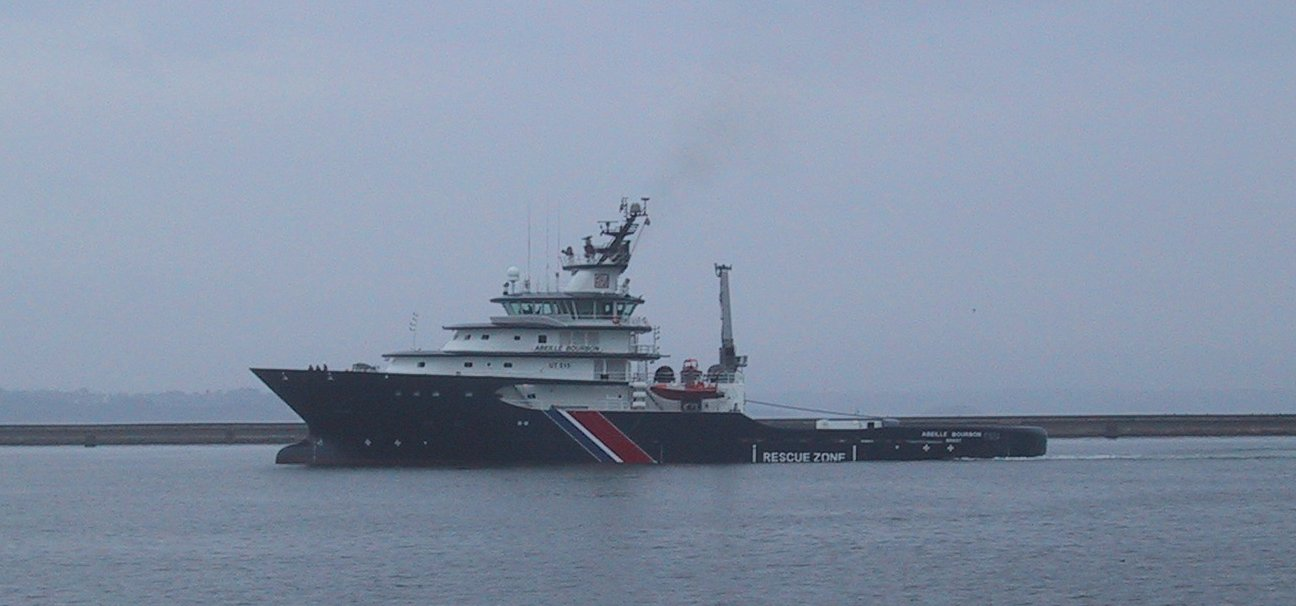
Bergungsschlepper Abeille Bourbon im Bereitschaftsdienst

Das Gebiet ist durch starke Gezeitenströmungen und mehrere klippenreiche Abschnitte gekennzeichnet. Im Süden liegt zwischen dem Kap Pointe du Raz und der Sein-Insel die berüchtigte Durchfahrt Raz de Sein; im Westen der Sein-Insel liegt zudem die Chaussée de Sein, ein klippenreiches Gebiet. In der nördlichen Iroise erstrecken sich zwischen Ouessant und dem Festland mehrere, meist unbewohnte Inseln um die Molène-Insel. Zwischen der Molène und dem Festland verläuft die Wasserstraße Chenal du Four, zwischen Molène und Ouessant die Passage de Fromveur; in der Passage de Fromveur erreichen die Gezeitenströme bei Springfluten knapp sieben Knoten (ca. 13 km/h), an einzelnen Stellen sogar bis zu acht und neun Knoten. Größere Schiffe sind heute in den beiden Wasserstraßen jedoch nicht mehr zugelassen und müssen eine Route um Ouessant nehmen.
Aufgrund der zum Teil engen Wasserwege, der vielen Klippen und der Gezeitenströme stehen in der Iroise viele, zum Teil relativ bekannte Leuchttürme und andere Seezeichen. Dazu gehören im Süden La Vieille und Ar Men, im Norden der Jument-Leuchtturm und Le Four. Außerdem leistet auf der Iroise ein 80 Meter langer Bergungsschlepper (früher die Abeille Flandre, seit 2005 die Abeille Bourbon) Bereitschaftsdienst, um in Notfällen havarierte Schiffe freizuschleppen, noch bevor sie auf Felsen stranden. Bei schwerem Wetter ankert der ansonsten in Brest stationierte Schlepper in der Stiff-Bucht von Ouessant, um bei Notfällen die Stunden zu sparen, die die Ausfahrt aus der Bucht von Brest kosten würde. In allen Häfen liegen zudem kleinere Schiffe der französischen Seenotrettungsgesellschaft (Société Nationale de Sauvetage en Mer, kurz SNSM).

## Nutzung
Die Iroise wird auch noch heute als wichtige Wasserstraße genutzt, vor allem für die Anfahrt auf Brest im Osten des Seegebiets. Daneben dient sie als Fischereigrund und zum Teil, vor allem um die Molèneinsel, als Anbaufläche für Algen, die für die chemische und die Lebensmittelindustrie (Geliermittel) verwendet werden. Daneben wird das Seegebiet auch touristisch genutzt, vor allem für Wassersport und, in der Nähe von Stränden, zum Baden.

## Ökologie
Aufgrund der starken Strömungen ist das Wasser der Iroise sehr sauerstoffreich und erlaubt daher einen großen Artenreichtum von Flora und Fauna. Unter den Meerestieren ist namentlich der Wolfsbarsch in der Iroise beheimatet, daneben zwei Delphinschulen, von denen sich eine meist um die Molèneinsel, die andere um Sein aufhält. Um Molène leben außerdem etwa sechzig Hundsrobben; die Insel bildet den südlichsten Lebensraum der Tierart.
1988 wurde die Iroise von der UNESCO zum Biosphärenreservat erklärt. 2007 wurde der Meeresnaturpark Iroise gegründet, der von Ouessant bis zur Sein-Insel und im Osten bis in die Bucht von Douarnenez reicht– ein Gebiet von insgesamt 3.500 km².
Die Inseln gehören heute zum Regionalen Naturpark Armorique.